# Underground Chamber
Albums de Buckethead
Empty Space
(2011) Look Up There
(2011)
Underground Chamber est le 33e album studio de Buckethead et le 4e album issu de la série « Buckethead Pikes ».
L'album fut publié en même temps que deux autres albums lesquels étant 3 Foot Clearance (précédemment intitulé Happy Holidays from Buckethead ou Untitled album), 3e épisode de la série « Buckethead Pikes » et Look Up There, 5e album de la même série.
En octobre 2011, l'album fut publié via iTunes, mais cette fois en étant divisé en dix pistes.

## Liste des titres
Version CD
| No | Titre               | Durée |
| -- | ------------------- | ----- |
| 1. | Underground Chamber | 30:43 |

Version iTunes
| 1.    | Underground Chamber Part 1  | 2:13 |
| 2.    | Underground Chamber Part 2  | 2:33 |
| 3.    | Underground Chamber Part 3  | 3:31 |
| 4.    | Underground Chamber Part 4  | 3:25 |
| 5.    | Underground Chamber Part 5  | 2:28 |
| 6.    | Underground Chamber Part 6  | 2:50 |
| 7.    | Underground Chamber Part 7  | 1:41 |
| 8.    | Underground Chamber Part 8  | 2:42 |
| 9.    | Underground Chamber Part 9  | 4:27 |
| 10.   | Underground Chamber Part 10 | 4:51 |
| 30:43 |                             |      |